# 豹皮樟
豹皮樟（学名：Litsea coreana var. sinensis）为樟科木姜子属下的一个变种。